# Nassirou Bako Arifari
Nassirou Bako Arifari, né le 30 octobre 1962 à Karimama, ancien député à l'assemblée nationale, ancien ministre dans le gouvernement du président Boni Yayi, est un homme politique et un universitaire béninois.

## Biographie

### Enfance, éducation et débuts
Nassirou Bako Arifari est né le 30 octobre 1962 à Karimama, dans le département de l'Alibori, au Nord du Bénin. Il a obtenu un baccalauréat à Kandi et a servi dans l'armée. Il obtient une maîtrise en histoire à l'Université nationale du Bénin en 1989 puis un diplôme d'études supérieures en sciences sociales à l'université d'Aix-Marseille en 1994. Après des études complémentaires en Allemagne, Arifari revient à Marseille et obtient un doctorat en sociologie et anthropologie sociale en 1999. Il devient maître de conférences au département de sociologie et d'anthropologie de l'université d'Abomey-calavi et maître de conférences associé à l'université de Cologne en Allemagne. Arifari devient directeur scientifique du Laboratoire d'études et de recherches sur les dynamiques sociales et le développement local (LASDEL-Bénin). Il est l'auteur de plusieurs études portant notamment sur la décentralisation et les collectivités locales en milieu rural au Bénin et au Niger, les analyses anthropologiques de la corruption en Afrique de l'Ouest et le processus de démocratisation en Afrique.

### Carrière politique
Lors des élections législatives de 2007, il est élu député à l'Assemblée nationale. Il a été réélu en 2011 sur le ticket de l'Alliance Amana, qu'il a fondée. À l'assemblée, il est nommé coordinateur national de l'Alliance G13 Baobab. Il devient un député important à l'Assemblée nationale et est reconnu comme orateur. En 2011, il met en place la première liste électorale permanente informatisée au Bénin.
Il devient ministre des affaires étrangères le 28 mai 2011.Nassirou Bako Arifari a proposé un siège africain permanent au Conseil de sécurité de l'ONU pour prévenir les crises en septembre 2011. Il a également plaidé pour une aide internationale plus forte pour lutter contre la piraterie dans le golfe de Guinée. En 2012, il a plaidé pour l'abolition de la peine de mort. Il s'est rendu à Cuba en octobre 2014. Le 12 janvier 2015, Arifari a accueilli l'ancien président centrafricain en exil Michel Djotodia à l'aéroport de Cotonou et a déclaré que le Bénin avait reçu Djotodia " à la demande des États membres de la Communauté économique des États de l'Afrique centrale " comme " contribution à la recherche de la paix en Afrique centrale ". Dans un discours prononcé en mars 2015 aux Nations unies, Arifari a souligné la nécessité d'une durabilité environnementale dans l'industrie du coton et a insisté sur une résolution rapide des négociations de l'Organisation mondiale du commerce,.
Le 22 juin 2015, Saliou Akadiri lui a succédé au poste de ministre des Affaires étrangères. Après avoir quitté ses fonctions, Nassirou Bako Arifari a retrouvé son siège à l'Assemblée nationale, où il est devenu président de la Commission des relations internationales. En janvier 2015, Nassirou Bako Arifari a annoncé sa candidature à la présidence sur le ticket de l'Alliance Amana pour l'élection présidentielle de mars 2011. Cette décision a été considérée comme l'expression d'un désaccord avec la candidature de Lionel Zinsou. 19 061 voix, soit 0,63%, ont été obtenues par Arifari lors de l'élection,,.

## Publications
- Le pouvoir politique en milieu rural africain: Les cas du Bénin et du Niger, publié en janvier 2014 aux éditions Afridic[9];
- Les Dimensions Sociales et économiques du développement local et de la décentralisation en Afrique au sud du Sahara publié en mars 1999 aux éditions Lit Verlag; Bilingual[10],[11];
- Décentralisation et fourniture de services publics dans la commune lacustre des Aguégués (sud Bénin), publié en 2009 aux éditions du Flamboyant[12],